# Terroranschlag auf die australische Botschaft in Jakarta
Ein Terroranschlag auf die australische Botschaft in Jakarta ereignete sich am 9. September 2004.

## Ablauf
Eine Autobombe explodierte vor dem Botschaftsgelände im Kuningan Distrikt, im Süden der indonesischen Hauptstadt, ungefähr 10:30 Uhr Ortszeit (03:30 UTC), und tötete mehrere Menschen, unter anderem auch den Selbstmordattentäter und verletzte ungefähr 150 Menschen zum Teil schwer. Die chinesische Botschaft wurde ebenfalls beschädigt. Die in den umliegenden Gebäuden zersprungenen Fensterscheiben verletzten Menschen durch Splitter. 
Am Anfang war unklar, wie viele Menschen ihr Leben verloren hatten. Indonesische Behörden sprachen anfänglich von neun, australischen Angaben zufolge starben elf Menschen. Unter den Opfern war ein Angehöriger des Sicherheitspersonals, Anton Sujarwo (23), vier indonesische Polizisten, die sich vor der Botschaft aufhielten, der 34-jährige Gärtner Suryadi der Botschaft, zwei Arbeiter der Botschaft, ein Fußgänger und ein Zivilist, der ein Visum beantragen wollte.

## Hintergrund
Der australische Premierminister John Howard drückte seine Bestürzung über den Vorfall aus. Sein Außenminister Alexander Downer sagte: „Dieser Anschlag war gegen die australische Botschaft gerichtet, daran gibt es keinen Zweifel“.
Es ist unklar, ob mit dem Vorfall auch der zweite Wahlgang der Präsidentschaftswahlen in Indonesien am 20. September 2004 oder die australischen Wahlen am 9. Oktober beeinflusst werden sollten. 
Der australische Außenminister Downer beschuldigte die indonesischen Behörden, eine Textnachricht per SMS etwa 45 Minuten vor der Explosion bekommen zu haben, die vor der Detonation gewarnt hatte, was die Regierung in Jakarta jedoch nicht bestätigte.
Das war der dritte Anschlag, bei dem australische Ziele in Indonesien betroffen waren, nach dem Bombenanschlag auf zwei Diskotheken auf Bali und dem Sprengstoffanschlag auf das JW Marriott Hotel mit mehreren Toten am 5. August 2003 in Jakarta.

## Täterschaft
Die radikal islamistische Vereinigung Jemaah Islamiyah wird für den Anschlag verantwortlich gemacht. 
Ein Bild von einem weißen Van, in dem die Bombe vermutet wurde, veröffentlichte die indonesische Polizei später.
Am 5. November wurden vier Männer in Bogor, im Westen der Insel Java, verhaftet. Ein Gericht verurteilte im März 2005 den Indonesier Irun Hidayat zu drei Jahren Haft für das Beherbergen der zwei Hauptverdächtigen. Mit Iwan Darmawan alias Rois wurde einer der Haupttäter des Anschlags im September 2005 in Jakarta zum Tode verurteilt. Darmawan legte Berufung ein. Die beiden malaysischen Hauptverdächtigen Azahari bin Husin und Noordin Mohammed Top befanden sich nach der Tat in Freiheit. Im November 2005 umstellte die Polizei auf der Insel Java das Haus von Azahari bin Husin, der sich daraufhin in die Luft sprengte.

## Weitere Anschläge in Indonesien
- Anschlag von Bali 2002
- Anschlag auf das Marriott Hotel in Jakarta
- Anschlag von Bali 2005
- Anschläge in Jakarta am 14. Januar 2016